# Diritti LGBT in India
I diritti delle persone lesbiche, gay, bisessuali e transgender (LGBT) in India sono parzialmente riconosciuti. L'attività sessuale tra persone dello stesso sesso è legale ma le coppie omosessuali non possono sposarsi o effettuare adozioni. Il 6 settembre 2018 l'omosessualità in India non è più considerata reato a seguito dell'abrogazione della legge 1860, mutuata dai colonizzatori britannici: essa prevedeva il pagamento di una multa con l'aggiunta di reclusione che poteva raggiungere l'ergastolo per "chiunque abbia volontariamente rapporti carnali contro l'ordine della natura".
Dal 2014, le persone transgender in India sono state autorizzate a cambiare sesso senza chirurgia di riassegnazione e hanno il diritto costituzionale di registrarsi sotto un terzo genere. Inoltre, alcuni stati proteggono gli hijra, una popolazione tradizionalmente di terzo sesso nell'Asia meridionale, attraverso programmi di alloggio, sussidi sociali, schemi pensionistici, interventi chirurgici gratuiti negli ospedali governativi e altri programmi progettati per assisterli. Ci sono circa 4,8 milioni di persone transgender in India.

## Leggi sull'omosessualità

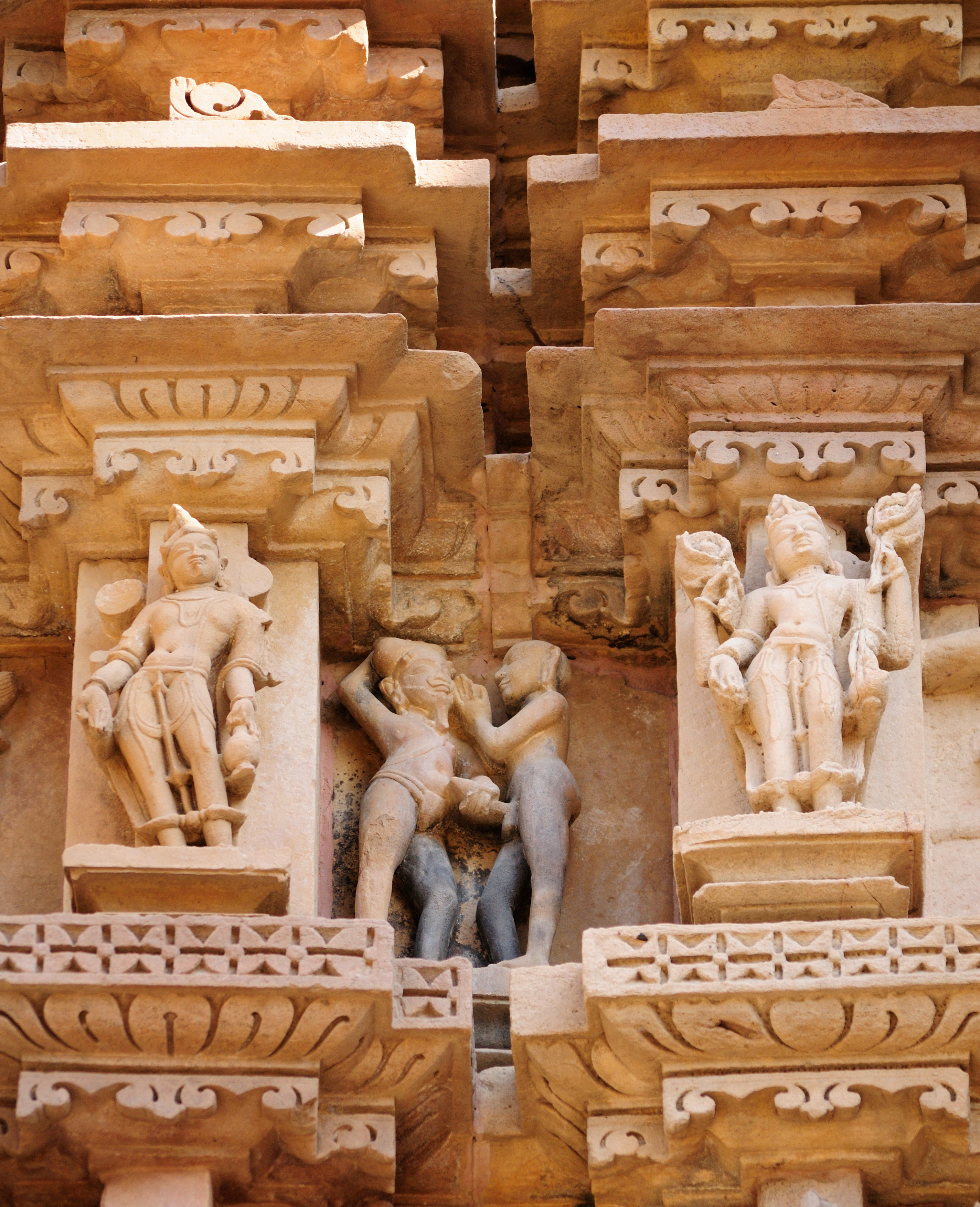
Sculture erotiche di due uomini (al centro) nei templi di Khajuraho.

L'inquisizione portoghese ha perseguito la sodomia nell'India coloniale, ma non il lesbismo.
Durante l'impero Mughal, un certo numero di preesistenti leggi del Sultanato di Delhi furono riunite nel Fatawa-e-Alamgiri, che imponeva una serie comune di punizioni per la zina (rapporti illeciti). Questi potevano includere 50 frustate per uno schiavo, 100 per un infedele libero, o la morte per lapidazione per un musulmano.
Il Raj britannico ha criminalizzato il sesso anale e il sesso orale (sia per gli eterosessuali che per gli omosessuali) ai sensi dell'articolo 377 del Codice penale indiano, entrato in vigore nel 1861. Ciò ha reso reato per una persona avere volontariamente "rapporti carnali contro l'ordine di natura." Nel 2009, la decisione dell'Alta Corte di Delhi in Naz Foundation v. Govt. di NCT di Delhi ha riscontrato che la sezione 377 e altri divieti legali contro la condotta tra persone adulte dello stesso sesso (consensuali e non commerciali) erano in diretta violazione dei diritti fondamentali previsti dalla Costituzione indiana. La sezione 377 affermava che: "Chiunque abbia volontariamente un rapporto carnale contro l'ordine della natura con qualsiasi uomo, donna o animale, deve essere punito con [la prigione a vita] o con la prigionia di una delle due parti per un termine che può estendersi fino a dieci anni con un'ammenda," con la spiegazione aggiunta che: "La penetrazione è sufficiente per costituire il rapporto carnale necessario per il reato descritto in questa sezione."
Secondo una precedente sentenza della Corte Suprema indiana, le decisioni di un tribunale sulla costituzionalità di una legge si applicano in tutta l'India, e non solo allo stato su cui la corte in questione ha giurisdizione.

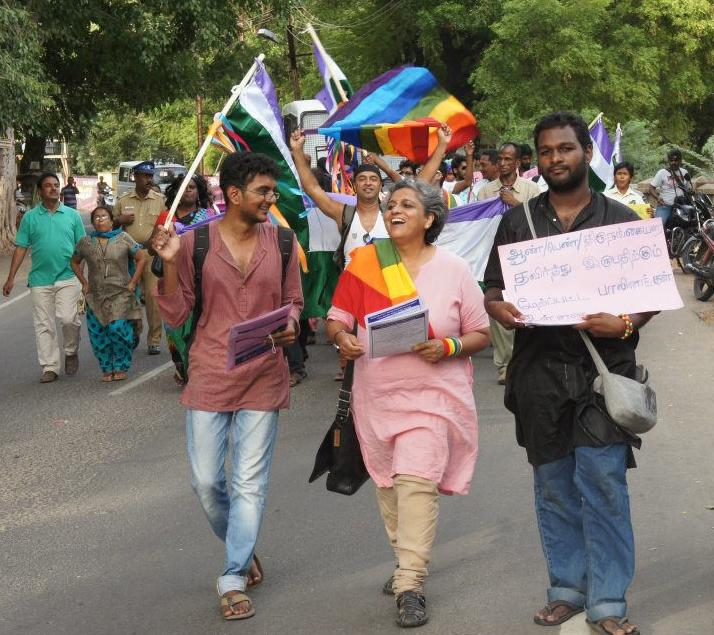
Il primo Genderqueer Pride Parade in Asia a Madurai (2012).

Il 23 febbraio 2012, il Ministero degli Interni ha espresso la sua opposizione alla depenalizzazione dell'omosessualità, affermando che in India l'omosessualità è considerata immorale. Il 28 febbraio 2012 il governo centrale ha cambiato la sua posizione, affermando che non vi era alcun errore legale nella depenalizzazione dell'omosessualità. Lo spostamento di posizione ha portato due giudici della Corte Suprema a rimproverare il governo centrale per aver cambiato frequentemente il suo approccio alla questione.
L'11 dicembre 2013, la Corte Suprema ha accantonato l'ordine dell'Alta Corte di Delhi del 2009 recriminalizzando l'omosessualità all'interno della propria giurisdizione.
Il 28 gennaio 2014, la Corte Suprema dell'India ha respinto la petizione di revisione presentata dal governo centrale, dalla Naz Foundation e da molti altri contro il suo verdetto dell'11 dicembre sulla sezione 377.
Il 18 dicembre 2015, Shashi Tharoor, membro del partito del Congresso nazionale indiano, ha presentato una proposta di legge per l'abrogazione della sezione 377, ma è stata respinta in Aula con un voto di 71-24.
Il 2 febbraio 2016, la Corte Suprema ha deciso di rivedere la criminalizzazione dell'omosessualità. Nell'agosto 2017, la Corte Suprema ha decretato all'unanimità che il diritto alla privacy individuale è un diritto intrinseco e fondamentale ai sensi della Costituzione indiana. La Corte ha anche stabilito che l'orientamento sessuale di una persona è un problema di privacy.
Nel gennaio 2018, la Corte Suprema accettò di deferire la questione della validità della Sezione 377 a un grande banco per l'esame prima di ottobre 2018. La Corte Suprema ascoltò varie posizioni sulla validità della Sezione 377 il 1 maggio 2018. Il governo ha successivamente annunciato che non si sarebbe opposto alle petizioni e che avrebbe lasciato la cosa "alla saggezza della corte".
Il 6 settembre 2018, la Corte Suprema ha emesso il suo verdetto. La Corte ha dichiarato all'unanimità che l'articolo 377 è incostituzionale in quanto violava i diritti fondamentali di autonomia, intimità e identità, legalizzando così l'omosessualità in India. La Corte ha esplicitamente rovesciato la sua sentenza del 2013.
(Giudice della corte suprema Dipak Misra)
(Giudice Indu Malhotra)
(Giudice Dhananjaya Y. Chandrachud)

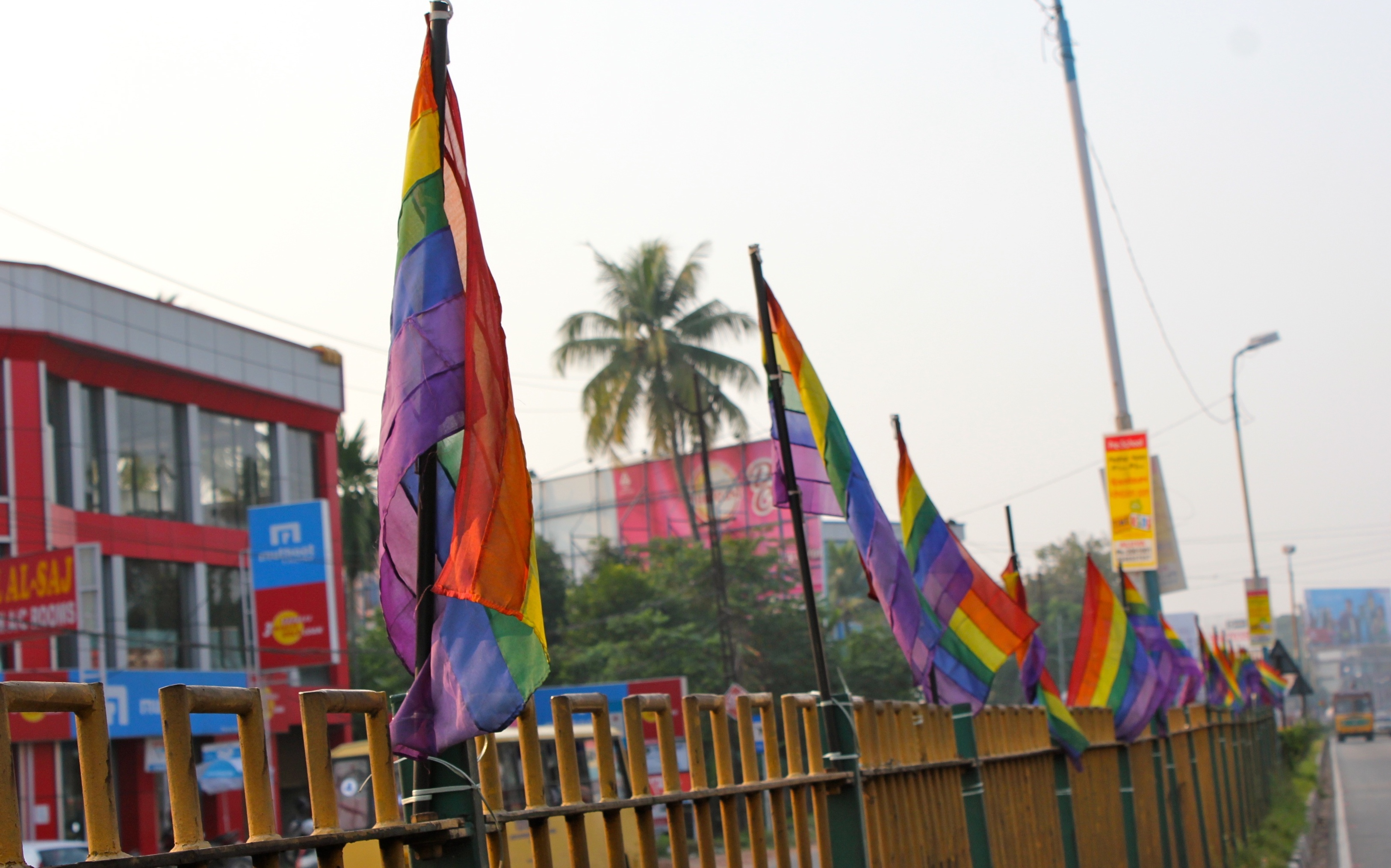
Una serie di bandiere arcobaleno

Inoltre, ha stabilito che qualsiasi discriminazione basata sull'orientamento sessuale è una violazione della Costituzione indiana:
La Corte Suprema ha anche ordinato al governo di adottare tutte le misure per trasmettere correttamente il fatto che l'omosessualità non è un reato, per sensibilizzare l'opinione pubblica ed eliminare lo stigma ai membri della comunità LGBT, e per dare alla polizia un addestramento periodico per sensibilizzarli riguardo al problema.

## Riconoscimento delle relazioni tra persone dello stesso sesso
I matrimoni tra persone dello stesso sesso non sono legalmente riconosciuti in India, né le coppie dello stesso hanno diritti limitati come un'unione civile o una partnership domestica. 
Nel 2011, un tribunale ha concesso il riconoscimento legale a un matrimonio omosessuale, coinvolgendo due donne. Dopo il matrimonio, la coppia ha iniziato a ricevere minacce da amici e parenti nel loro villaggio.

## Leggi contro la discriminazione
L'articolo 15 della Costituzione indiana afferma che:
15. Divieto di discriminazione in base a religione, razza, casta, sesso o luogo di nascita
(1) Lo Stato non deve discriminare alcun cittadino per motivi di religione, razza, casta, sesso, luogo di nascita o qualcuno di essi
(2) Nessun cittadino può, per motivi di religione, razza, casta, sesso, luogo di nascita o qualcuno di essi, essere soggetto a disabilità, responsabilità, restrizione o condizione per quanto riguarda
(a) accesso a negozi, ristoranti pubblici, hotel e palazzi di intrattenimento pubblico; o
(b) l'uso di pozzi, cisterne, ghat di balneazione, strade e luoghi di villeggiatura pubblici gestiti interamente o parzialmente da fondi statali o destinati all'uso del grande pubblico
La Corte Suprema ha stabilito che la discriminazione sulla base dell'orientamento sessuale è proibita dalla Costituzione indiana.

## Diritti dei transgender

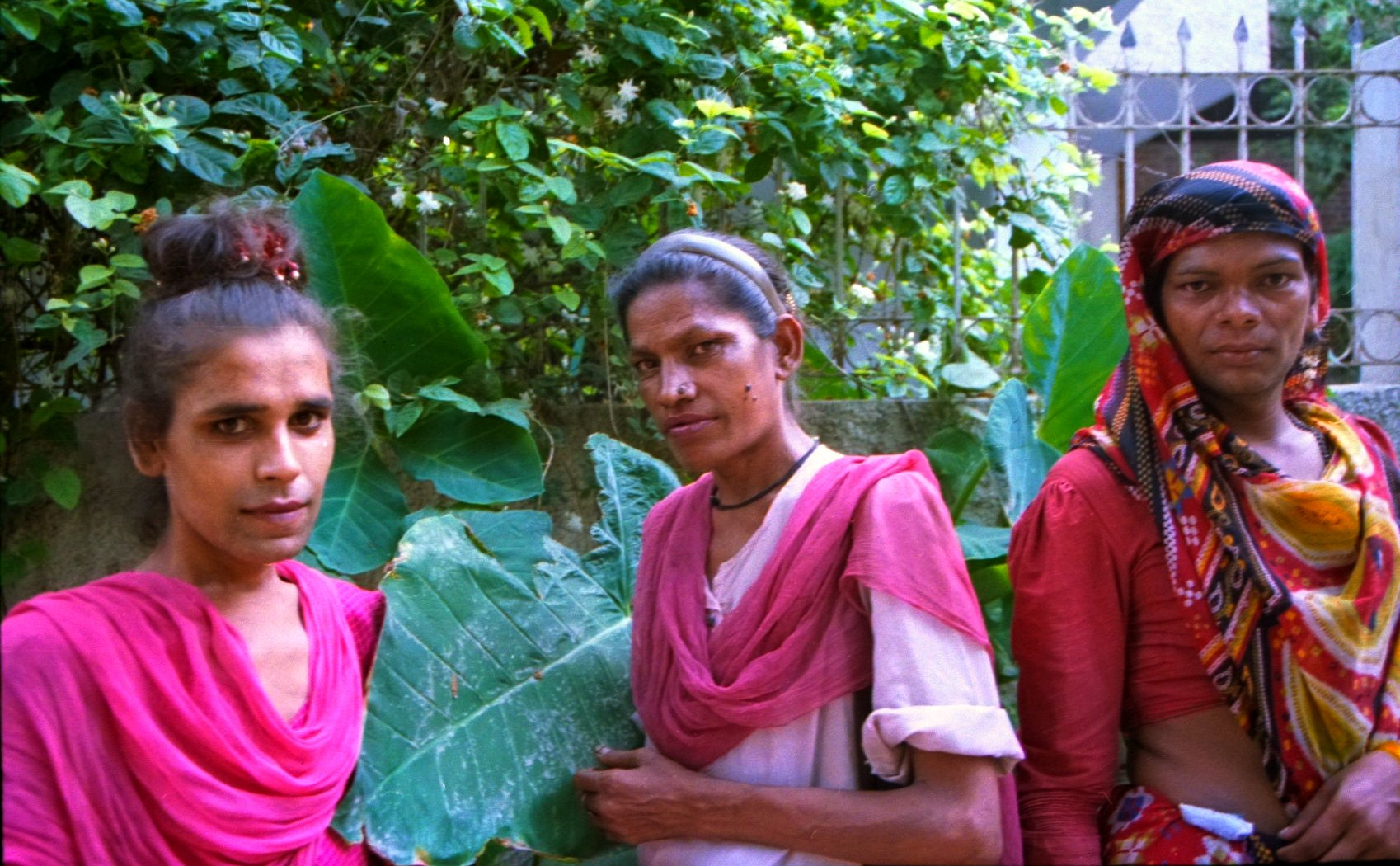
Tre hijra a Nuova Delhi

Gli Hijras hanno ottenuto legalmente il riconoscimento come "terzo sesso" nel 1994. A causa della presunta ambiguità giuridica della procedura, le persone transgender indiane non hanno accesso a strutture mediche sicure per la chirurgia. Il 15 aprile 2014, la Corte suprema indiana ha dichiarato le persone transgender come una classe socialmente ed economicamente arretrata che ha diritto alle riserve in materia di istruzione e posti di lavoro, e ha anche diretto i governi dell'Unione e dello stato a inquadrare i regimi di welfare per loro. La Corte ha stabilito che le persone transgender hanno un fondamentale diritto costituzionale di cambiare sesso senza alcun tipo di intervento chirurgico e hanno invitato il governo a garantire parità di trattamento per le persone transgender. La Corte ragione di ritenere che la Costituzione indiana imponga il riconoscimento di un terzo genere.
Il 24 aprile 2015 Rajya Sabha ha approvato all'unanimità la legge sui diritti dei transgender, che garantisce diritti, aiuti in materia di istruzione e lavoro (2% di riserve in lavori pubblici), assistenza legale, pensioni, indennità di disoccupazione e sviluppo delle competenze per le persone transgender . Contiene inoltre disposizioni per vietare la discriminazione sul lavoro e prevenire abusi, violenze e sfruttamento delle persone transgender. Il disegno di legge prevede anche l'istituzione di consigli di assistenza sociale a livello centrale e per i tribunali dei diritti dei transgender. Il disegno di legge fu presentato dal deputato DMK Tiruchi Siva e fu la prima volta che la Camera alta aveva approvato una legge di un membro privato in 45 anni.
Il ministro della Giustizia Sociale e dell'emancipazione Thaawar Chand Gehlot ha dichiarato l'11 giugno 2015 che il governo introdurrà un nuovo disegno di legge completo per i diritti dei transgender nella sessione del Parlamento di monsone. Secondo Gehlot, il governo intende fornire alle persone transgender tutti i diritti attualmente goduti dalle caste programmate e dalle tribù programmate.
La legge sulle persone transnazionali (Protezione dei diritti), che è stata inizialmente presentata al Parlamento nell'agosto 2016, è stata reintrodotta in Parlamento alla fine del 2017. Alcuni attivisti transgender si sono opposti al disegno di legge perché non affronta questioni come il matrimonio, l'adozione e il divorzio per le persone transgender. Akkai Padmashali ha criticato la definizione della legge del transgenderismo, che afferma che le persone transgender sono "basate sull'assunzione sottostante del determinismo biologico".

## Terapia di conversione

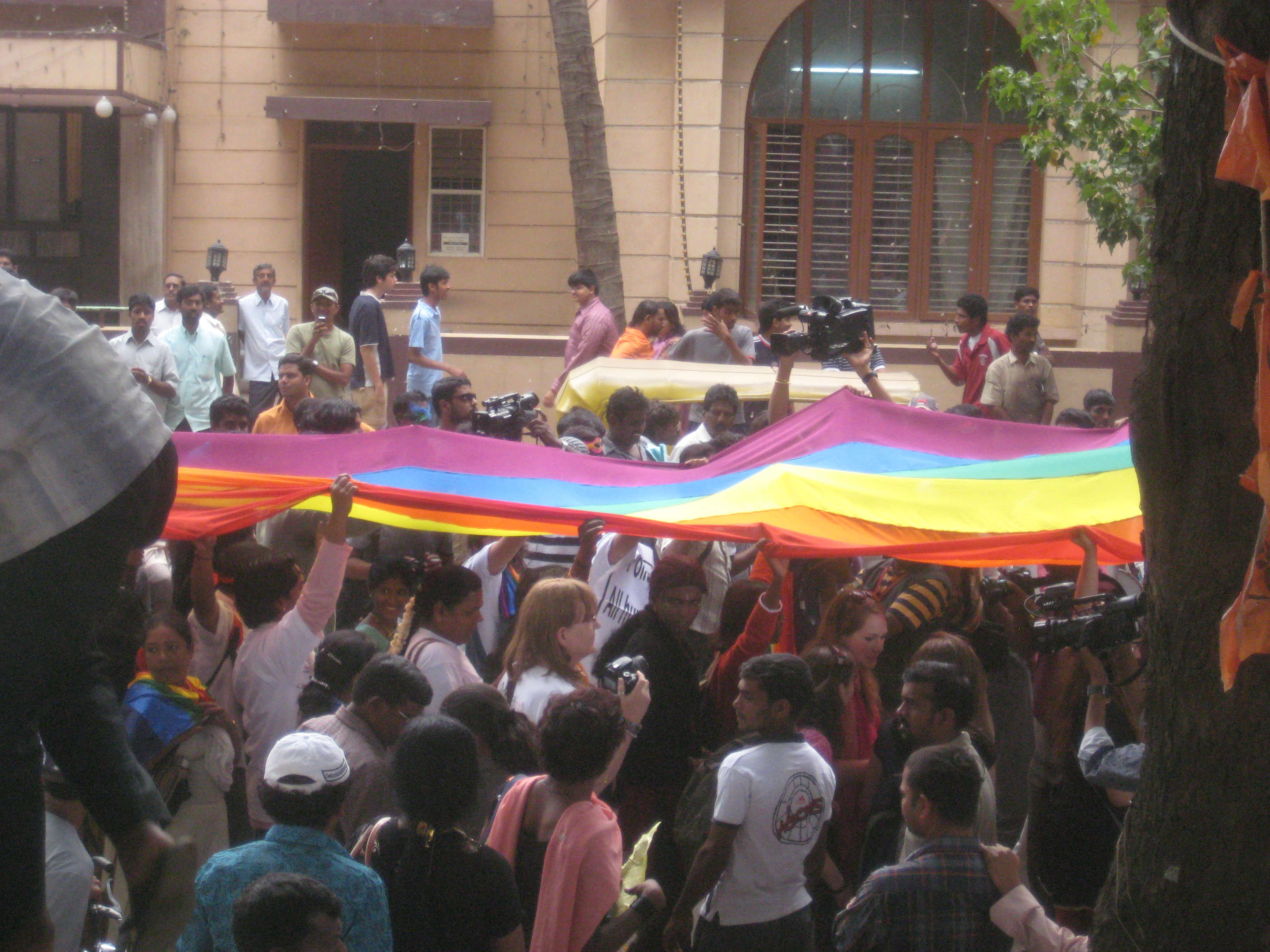
Gay Pride a Bangalore (2013)

Nel febbraio 2014, l'Indian Psychiatric Society (IPS) ha rilasciato una dichiarazione in cui affermava che non ci sono prove per dimostrare che l'omosessualità sia innaturale: "Sulla base delle prove scientifiche esistenti e delle linee guida di buona pratica dal campo della psichiatria, l'IPS vorrebbe affermare che non ci sono prove a sostegno della convinzione che l'omosessualità sia una malattia mentale o una malattia".
Nonostante questa affermazione dell'IPS, le terapie di conversione vengono ancora eseguite in India. Queste pratiche di solito comportano una terapia elettroconvulsivante (che può portare a perdita di memoria), l'ipnosi, la somministrazione di farmaci che inducono nausea o, più comunemente, una terapia psicologica in cui viene detto che l'omosessualità è causata da "un'insufficiente affermazione maschile nell'infanzia" o "un padre indifferente e madre prepotente". La terapia di conversione può portare all'aumento di depressione, ansia, convulsioni, uso di droghe e tendenze suicide per gli individui che si definiscono ex-gay.
Nel giugno 2018, l'IPS ha ribadito la sua posizione sull'omosessualità dicendo: "Alcune persone non sono eterosessuali e non abbiamo bisogno di castigarle, non abbiamo bisogno di punirle e di ostacolarle".

## Diritti intersessuali in India

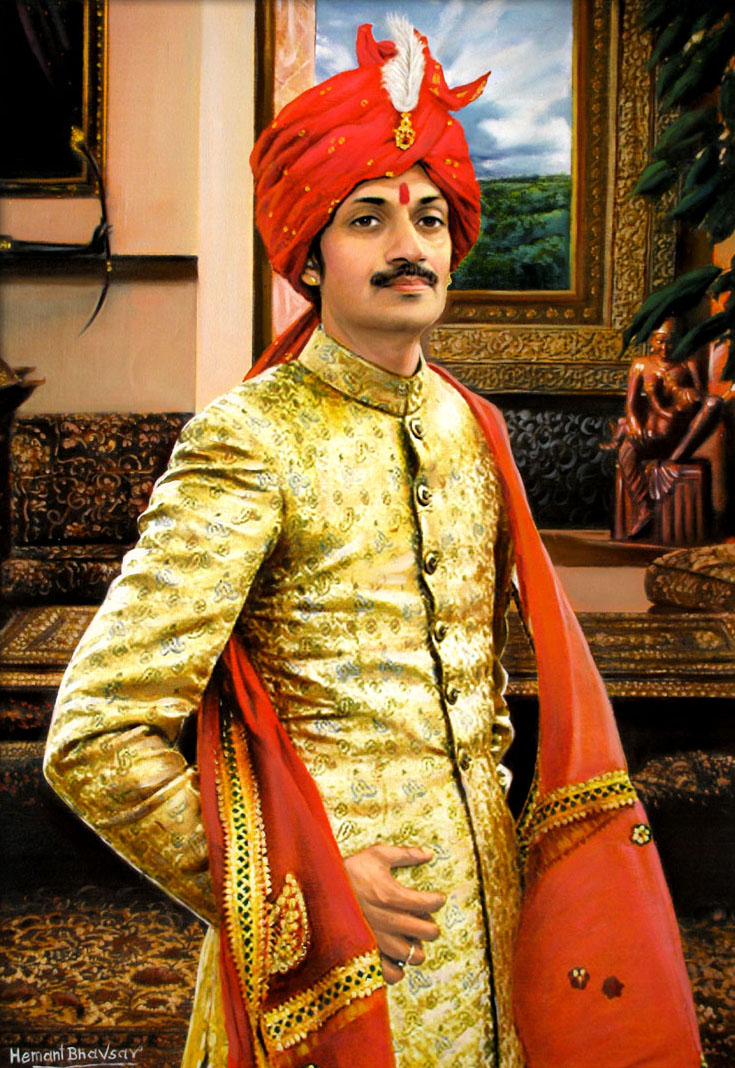
Da quando ha fatto coming out nel 2008, il principe Manvendra Singh Gohil (nella foto), erede del Maharaja di Rajpipla, ha lavorato per ridurre le infezioni da HIV / AIDS e i senzatetto tra i giovani LGBT.

I problemi dell'Interstex in India possono essere spesso percepiti come problemi di terzo genere. I più famosi gruppi di genere in India sono gli hijra. Dopo aver intervistato e studiato gli hijra per molti anni, Serena Nanda scrive nel suo libro, Neither Man Nor Woman: Gli hijra dell'India, come segue: "C'è una credenza diffusa in India che gli hijra nascono ermafroditi [intersex] e sono portati via dalla comunità hijra alla nascita o durante l'infanzia, ma non ho trovato prove a sostegno di questa convinzione tra gli hijra che ho incontrato, i quali si sono uniti alla comunità volontariamente, spesso da adolescenti. " La letteratura Sangam usa la parola pedi per riferirsi alle persone nate dall'intersessualità, ma le minoranze indigene di genere in India erano chiare sulle persone intersessuali che venivano chiamate mabedi usili e davano un'identità distinta per denotarle. Inoltre, ci sono meno prove che poche persone intersessuali scelgono di identificarsi come transgender dato che non è l'identità dell'intera comunità.

### Integrità fisica e autonomia fisica
Le persone Intersex non sono protette dalle violazioni dell'integrità fisica e dell'autonomia fisica.
Sono stati segnalati casi di infanticidio che coinvolgono bambini con evidenti condizioni intersessuali alla nascita, oltre a un mancato sviluppo dei bambini assegnati più vicini al genere femminile. Rapporti medici suggeriscono che i genitori in India preferiscono assegnare i bambini con condizioni intersessuali al genere maschile, con interventi chirurgici che si svolgono quando i genitori possono permetterseli.

## Opinione pubblica
L'opinione pubblica sui diritti LGBT in India è complessa. Secondo un sondaggio condotto dall'Internazionale Lesbica, Gay, Bisessuale, Trans e Intersex Association, il 35% degli indiani si diceva a favore della legalizzazione del matrimonio tra persone dello stesso sesso, mentre il 35% era contrario. Un sondaggio della Fondazione Varkey ha rilevato che il sostegno per il matrimonio tra persone dello stesso sesso era più alto tra le persone di età compresa tra i 18 ei 21 anni (53%).
Secondo un sondaggio del 2017 condotto dall'ILGA, il 58% degli indiani ha convenuto che le persone omosessuali, lesbiche e bisessuali dovrebbero godere degli stessi diritti delle persone eterosessuali, mentre il 30% non è d'accordo. Inoltre, il 59% ha convenuto che dovrebbero essere protetti dalla discriminazione sul posto di lavoro. Il 39% degli indiani, tuttavia, ha affermato che le persone che hanno rapporti omosessuali dovrebbero essere accusate di un crimine, mentre il 44% non è d'accordo.

## Tabella riassuntiva
| Attività e relazioni sessuali legali                                                                           | dal 6 settembre 2018 (in precedenza era legale dal luglio 2009 all'11/12/13).                                         |
| Parità di età del consenso                                                                                     | (dal 6 settembre 2018)                                                                                                |
| Leggi anti-discriminazione sul lavoro                                                                          | (dal 6 settembre 2018)                                                                                                |
| Leggi anti-discriminazione nella fornitura di beni e servizi                                                   | (dal 6 settembre 2018)                                                                                                |
| Leggi anti-discriminazione in tutti gli altri settori (inclusa discriminazione indiretta e espressioni d'odio) | (dal 6 settembre 2018)                                                                                                |
| Leggi anti-discriminazione riguardanti l'identità di genere                                                    | (pendente) |
| Matrimonio omosessuale                                                                                         | (proposto) |
| Riconoscimento delle coppie omosessuali                                                                        | (proposto) |
| Adozione di figli nati da rapporti precedenti (step-child adoption) parte di coppie omosessuali                | (proposto) |
| Adozione congiunta da parte di coppie omosessuali                                                              | (proposto) |
| Autorizzazione a prestare servizio nelle forze armate                                                          | No |
| Diritto di cambiare legalmente sesso                                                                           | (dal 2014) |
| Riconoscimento terzo genere                                                                                    | (dal 2014) |
| Accesso alla fecondazione in vitro per le donne lesbiche                                                       | (dal 2018) |
| Surrogazione di maternità per le coppie omosessuali maschili                                                   | No |
| Possibilità di donare il sangue da parte di MSM                                                                | (secondo alti funzionari del governo indiano, vi è un divieto permanente di donare sangue da uomini gay e bisessuali) |